# Kanton Meymac
Der Kanton Meymac war von 1790 bis 2015 ein französischer Wahlkreis im Département Corrèze und in der damaligen Region Limousin. Er umfasste zehn Gemeinden im Arrondissement Ussel; sein Hauptort (frz.: chef-lieu) war Meymac. Die landesweiten Änderungen in der Zusammensetzung der Kantone brachten im März 2015 seine Auflösung.

## Gemeinden
| Gemeinde               | Einwohner (Stand: 2022) | Code postal | Code Insee |
| ---------------------- | ----------------------- | ----------- | ---------- |
| Alleyrat               | 240.120                 | 19200       | 19006      |
| Ambrugeat              | 209                     | 19250       | 19008      |
| Combressol             | 385                     | 19250       | 19058      |
| Darnets                | 309                     | 19300       | 19070      |
| Davignac               | 233                     | 19250       | 19071      |
| Maussac                | 446                     | 19250       | 19130      |
| Meymac                 | 2326                    | 19250       | 19136      |
| Péret-Bel-Air          | 84                      | 19300       | 19159      |
| Saint-Sulpice-les-Bois | 78                      | 19250       | 19244      |
| Soudeilles             | 297                     | 19300       | 19263      |